# مارکو کیوسا
مارکو کیوسا (انگلیسی: Marco Chiosa؛ زادهٔ ۱۹ نوامبر ۱۹۹۳) بازیکن فوتبال اهل ایتالیا است.
از باشگاه‌هایی که در آن بازی کرده‌است می‌توان به باشگاه فوتبال پروجا، باشگاه فوتبال تورینو، باشگاه فوتبال باری، باشگاه فوتبال آولینو، و باشگاه فوتبال نووارا اشاره کرد.
وی همچنین در تیم‌های ملی فوتبال زیر ۲۰ سال ایتالیا و Italy under-21 Serie B representative team بازی کرده‌است.